# وقف إطلاق نار

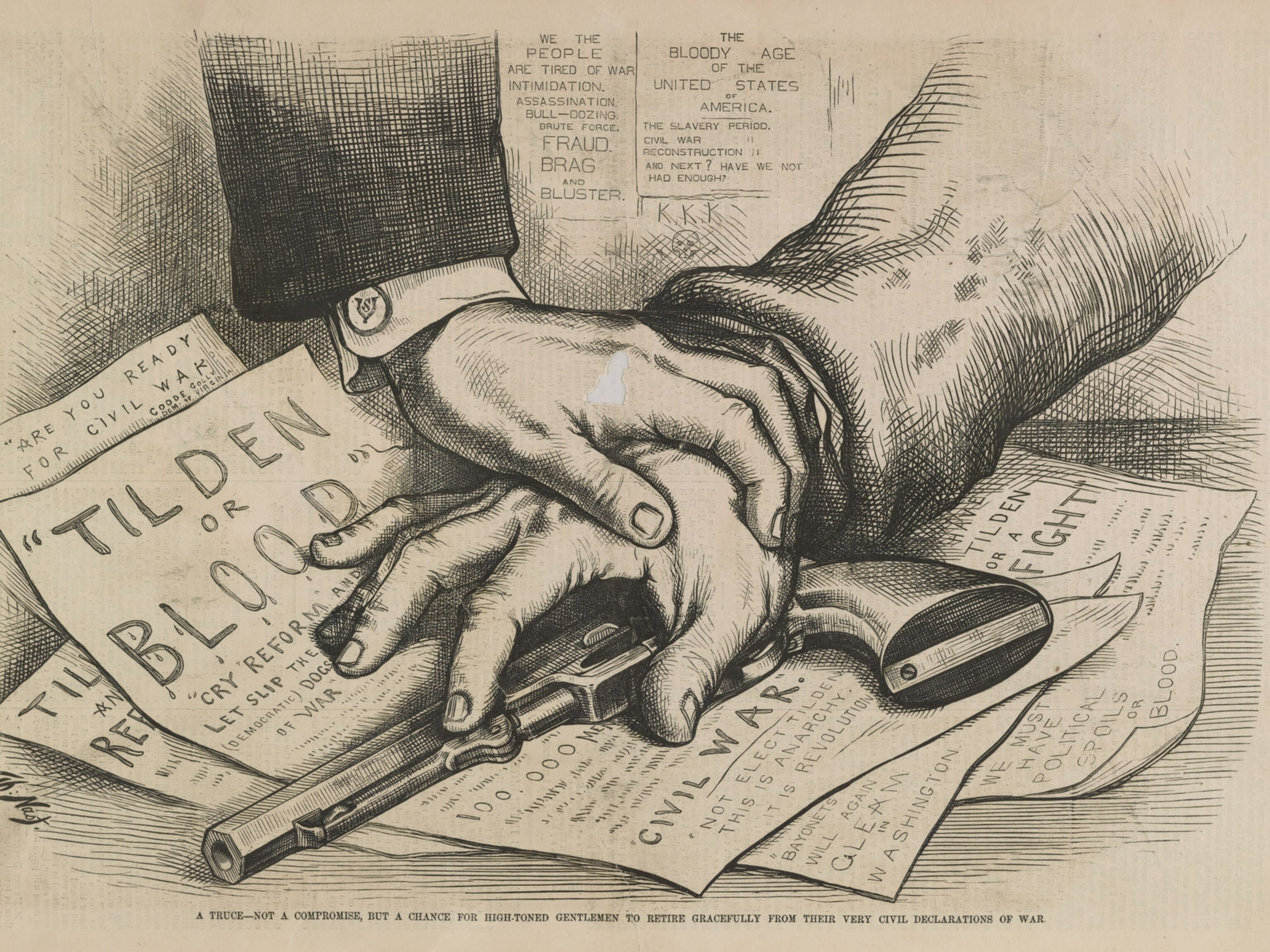

وقف إطلاق النار (بالإنجليزية: ceasefire)‏ (بالفرنسية :cessez-le-feu) هي حالة مؤقتة من وقف الحرب أو الصراع المسلح، حيث يتفق الطرفان المسلحان على وقف الأفعال العدوانية من الطرفين. ومن الممكن إعلان وقف إطلاق النار عن طريق معاهدة رسمية، ولكن أيضا القرار يعتبر فهم غير رسمي بين القوات المتحاربة.

## الفرق بين الهدنة ووقف إطلاق النار
رغم تشابه مصطلحيّ وقف إطلاق النار والهدنة في كونهما يدلّان على توقف القتال في النزاعات المسلحة، إلا أن بينهما فروقًا قانونية وسياسية معتبرة. فـوقف إطلاق النار (Ceasefire) هو إجراء مؤقت يهدف إلى تعليق العمليات القتالية، ويُستخدم غالبًا لتخفيف التصعيد أو السماح بالمساعدات الإنسانية، وقد يكون أحادي الجانب أو متبادلًا، رسميًا أو شفهيًا، وغالبًا ما يكون هشًا وعرضة للخرق السريع.
أما الهدنة (Armistice) فهي اتفاق رسمي ومكتوب لوقف الأعمال العدائية لفترة محددة، وغالبًا ما تُبرم تمهيدًا لمفاوضات سلام أو لإنهاء النزاع بشكل منظم، وتتميز بطابعها الملزم وبكونها خاضعة أحيانًا لوساطة دولية أو رقابة من الأمم المتحدة.
يمكن النظر إلى الهدنة باعتبارها خطوة أكثر استقرارًا من وقف إطلاق النار، لما تنطوي عليه من التزامات صريحة، وتحديد زمني ومكاني، وشروط تنفيذية واضحة.

## أمثلة تاريخية
- الحرب العالمية الأولى: في 24 ديسمبر 1914، كان هناك وقف إطلاق نار غير رسمي بين فرنسا والمملكة المتحدة وألمانيا من اجل الاحتفال بالكريسماس. لم تكن هناك معاهدة لتوقيعها وتم استكمال الحرب بعدها بأيام.
- الحرب الكورية: تم إعلان وقف إطلاق النار في 27 يوليو 1953 من أجل وقف الصراع وإنشاء منطقة منزوعة السلاح. على أية حال لم يتم توقيع اتفاقية من أجل ذلك، وتقنياً ترك الكوريين الشماليون والجنوبيون في حالة حرب.
- الحرب العراقية الإيرانية: وافق البلدان على وقف إطلاق النار 20 أغسطس لتبدأ بعدها المفاوضات المباشرة بين العراق وإيران في جنيف 25 أغسطس - 7 سبتمبر1988.